# Apeadeiro de São João de Ver
O Apeadeiro de São João de Ver é uma gare da Linha do Vouga, que serve a localidade de São João de Ver, no Distrito de Aveiro, em Portugal.

## Descrição

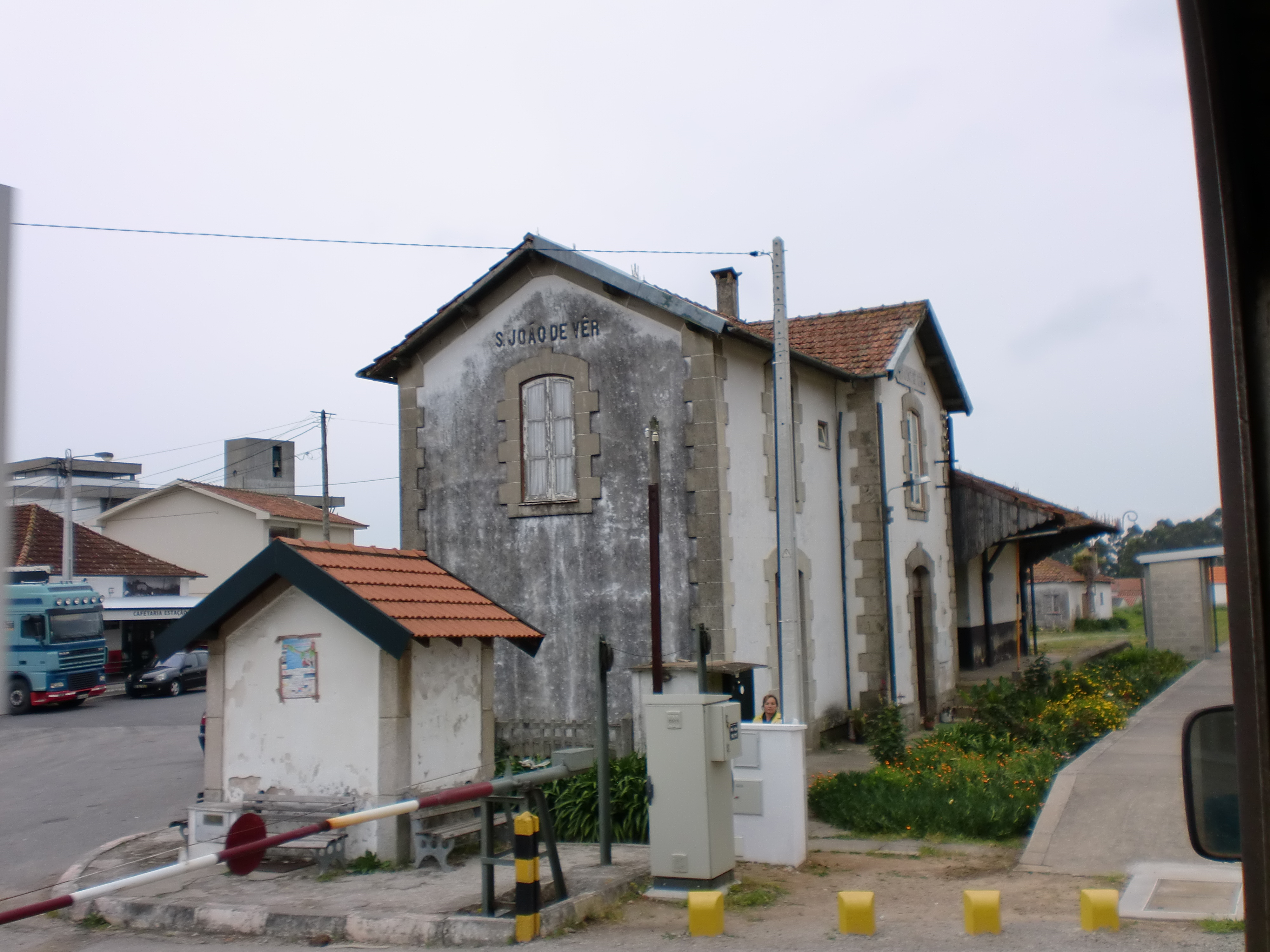
São João de Ver, em 2010.

### Infraestrutura
O edifício de passageiros situa-se do lado sudoeste da via (lado direito do sentido ascendente, para Viseu). A superfície dos carris (plano de rolamento) ao PK 14+100 situa-se à altitude de 16 960 cm acima do nível médio das águas do mar.

### Serviços
Em dados de 2022, esta interface é servida por comboios de passageiros da C.P. de tipo regional, com oito circulações diárias em cada sentido, entre Espinho-Vouga e Oliveira de Azeméis.

## História
Situa-se no troço entre as Estações de Espinho e Oliveira de Azeméis, que foi inaugurado em 21 de Dezembro de 1908. Tinha originalmente estatuto de estação, tendo sido mais tarde (entre 1988 e 2010) despromovido à categoria de apeadeiro.